# Manuel Lacunza
Manuel Lacunza, (né à Santiago le 19 juillet 1731, mort à Imola le 18 juin 1801), est un jésuite et théologien espagnol.

## Biographie
Manuel Lacunza naquit le 19 juillet 1731 à Santiago, capitale du Chili, dans l’Amérique du Sud. Ses parents, nobles mais peu riches, mirent cependant le plus grand soin à lui procurer une bonne éducation. Il étudia chez les jésuites, et fut admis dans la société le 7 septembre 1747. Élevé au sacerdoce, il commença à exercer le ministère ; mais sa vivacité s’accommodait peu, dit-on, du silence, de la retraite et de cette continuité de soins nécessaires dans les fonctions de son état. Sa négligence lui attira plusieurs fois des réprimandes de ses supérieurs, qui le rappelèrent au noviciat ; il y était chargé de l’instruction et de la direction spirituelle des jeunes gens. Ennuyé de cette tâche, il se mit à étudier la géométrie et l’astronomie, mais avec peu de succès, parce qu’il manquait des secours nécessaires. Il se livra aussi à la prédication, où il eut une certaine vogue, quoique son style ne fût pas bon. Sa profession solennelle eut lieu le 2 février 1766. Expulsé l’année suivante, avec tous ses confrères, des États de la domination espagnole, et jeté sur les côtes de l’État de l’Église, il alla résider à Imola, où peu après il se séquestra volontairement de toute société. Il se servait lui-même, se couchait au point du jour, et passait la nuit à travailler. Le soir, il faisait seul une promenade à la campagne. Le 17 juin 1801, on le trouva mort sur les bords de la rivière qui baigne les murs d’Imola ; il est probable qu’il y était tombé la veille en faisant sa promenade accoutumée.

## Œuvres
Lacunza n’est connu que par un ouvrage qui paraît l’avoir beaucoup occupé dans sa solitude, et qui a pour titre : Avènement du Messie dans sa gloire et sa majesté, Londres, 1816, 4 vol. in-8° (en espagnol). L’éditeur fut l’envoyé de la nouvelle république de Buenos-Aires en Angleterre. Il y en avait eu précédemment une édition incomplète, faite dans l’île de Léon, près de Cadix, et qui n’est qu’en 2 petits volumes. L’ouvrage a été aussi traduit en latin par un Mexicain qui ne s’est pas nommé. Lacunza lui-même avait pris en tête du livre le nom de Juan Josafat Ben-Ezra. La singularité de son système explique cette précaution : ce n’est au fond qu’un millénarisme mitigé. L’auteur croit que Jésus-Christ descendra du ciel lorsque le temps sera venu, et qu’accompagné des anges et des saints il régnera visiblement avec eux pendant mille ans, et qu’enfin, mais sans être remonté aux cieux, il se montrera dans toute sa majesté pour juger tous les hommes. Lacunza essaye de répondre aux objections qu’on peut faire contre son système, et traite de prévention l’enseignement des théologiens sur cette matière. Une brochure à propos de son ouvrage paru sous ce titre : Vues sur le second Avènement de Jésus-Christ, ou Analyse de l’ouvrage de Lacunza sur cette importante matière, Paris, 1818, in-8° de 120 pages. L’auteur se montre partisan du système de Lacunza, et en même temps très-favorable aux opinions d’un parti que les jésuites ont toujours combattu.